# Februarrevolutionen (Frankrig)
 For alternative betydninger, se Februarrevolutionen. (Se også artikler, som begynder med Februarrevolutionen)
Februarrevolutionen i Frankrig i 1848 var en del af en bølge af revolutioner i Europa i dette år. I Frankrig forårsagede revolutionen at Orleans-monarkiet blev afskaffet, og den Anden franske republik blev indført.

## Optakten
I tiden op til revolutionen var det kun selve det rigeste bourgeoisi der blev ved at støtte regeringen; hovedmassen af bourgeoisiet, især det akademiske, blev derimod stærkt oppositionelt. Socialisterne fik stadig flere tilhængere og blev et politisk parti, da Louis Blanc lærte dem interessen for almindelige valgret. Endelig tiltog det republikanske venstre og bonapartisterne, og alle disse grupper, hvis fleste tilhængere var uden valgret, mødtes dels i kravet om almindelig valgret eller i det mindste en censusnedsættelse, dels i den stemning, Lamartine gav udtryk i ordene: "la France s'ennuie" ("Frankrig er forbitret").
Udenrigspolitikken blev genstand for stærke angreb. I Algier mod Abd-el-Kader var man heldig. Constantine erobredes 1837, og 1844 sejrede Bugeaud ved Isly. Derimod var kongens indblanding i ægteskabsspørgsmålet i 1846 meget uheldig, det ødelagde det gode forhold til England; og højst ydmygende var Frankrigs tilslutning til de konservative østmagters politik i Krakow, Schweiz og Italien. 1847 opdagedes omfattende bestikkelser og andre skandaler, og under den herved fremkaldte stærke gæring samledes alle oppositionelle grupper til et stort felttog for valgreformen. Ved reformbanketter landet over dreves agitationen derfor, overmodige udtalelser i trontalen forøgede harmen, og til 22. februar 1848 bestemtes en stor reformbanket i selve Paris.
Ministeriet forbød banketten; de moderate blandt lederne fik den da opgivet, men alligevel samledes store folkeskarer, det kom til sammenstød med tropperne, og den 23. februar sluttede en del af Nationalgarden sig til bevægelsen. Kongen lod François Guizot afløse af Louis Molé, som antoges at ville gå ind på valgreformen, og om aftenen illuminerede Paris. Men et tilfældigt sammenstød samme aften fremkaldte voldsommere bevægelser, og den 24. februar måtte kongen vende sig til Adolphe Thiers og det dynastiske venstres leder Odillon Barrot.

## Revolutionen
Men heller ikke dette kunne længere standse bevægelsen, der var kommet i hænderne på hemmelige selskaber, ledede af republikanere og socialister. Nationalgarden hjalp delvis oprørerne, linjetropperne ønskede man ikke at anvende, og kongen foretrak da at træde tilbage til fordel for sin sønnesøn greven af Paris. Dennes moder begav sig med sønnen til deputeretkamret og fandt her støtte hos Odillon Barrot; men store folkeskarer trængte ind i kammeret, og republikanere som Lamartine og Ledru Rollin fik overhånd. En provisorisk regering udråbtes, bestående af disse to samt Jacques-Charles Dupont de l'Eure, François Arago, Marie, Louis-Antoine Garnier-Pagès og Adolphe Crémieux, hvortil føjedes Armand Marrast, Ferdinand Flocon L. Blanc og arbejderen Albert, der på rådhuset var udråbte til regering.
Kongefamilien flygtede til udlandet, hvor den for længst havde sine store rigdomme i sikkerhed. Republikken og almindelig valgret proklameredes nu; man lovede at sikre alle arbejde, og søgte at gennemføre dette ved nationalværkstederne, som i øvrigt misbilligedes af L. Blanc, der derimod oprettede en komité til arbejdets organisation. Men uroen vedblev. De radikaleste fordrede, at valget af en nationalforsamling skulle opsættes, indtil folket var tilstrækkelig revolutioneret. 16.—17. marts og 17. april søgte oppositionen ved store optøjer at sætte sin vilje igennem, men ved Lamartines veltalenhed tæmmedes masserne, og regeringen lod valgene ske.
Vælgertallet var forøget fra 250.000 til 9—10 millioner, hvoraf henimod 8 millioner deltog. De mådeholdne republikanere sejrede; selv i Paris tabte socialisterne, og om Lamartine samledes de fleste stemmer. 4. maj mødte Nationalforsamlingen; den gav magten til Arago, Garnier Pages, Marie, Lamartine og Ledru Rollin, hvoraf kun den sidste var radikal.
Forstædernes mængde krævede nu, at revolutionerne Europa over skulle støttes og Polen befries, men ny bevægelser herfor 15. maj blev resultatløse. Imidlertid blev udgifterne til nationalværkstederne alt for store uden at bringe tilsvarende fordel, og 21. juni bekendtgjordes det, at de skulde hæves, og en del af arbejderne sendes til hæren. Dette opfattedes som løftebrud, og den 23. juni brød opstanden ud.
Louis-Eugène Cavaignac, hvem man overdrog diktatorisk magt, rådede over 30.000 soldater og mobilgardister og sejrede efter 4 dages kamp, der i alt kostede 8.000 døde og sårede. Cavaignac blev derpå førsteminister og oprettede i de følgende måneder igen ordenen ved strenge presselove, belejringstilstand osv., mens man dog samtidig fastslog den almindelige valgret for de forskellige kommunale råd, selv for Generalrådene.
4. november gaves den ny forfatning som førte til den Anden franske republik.